# 2009년 7월 우루무치 소요 사태

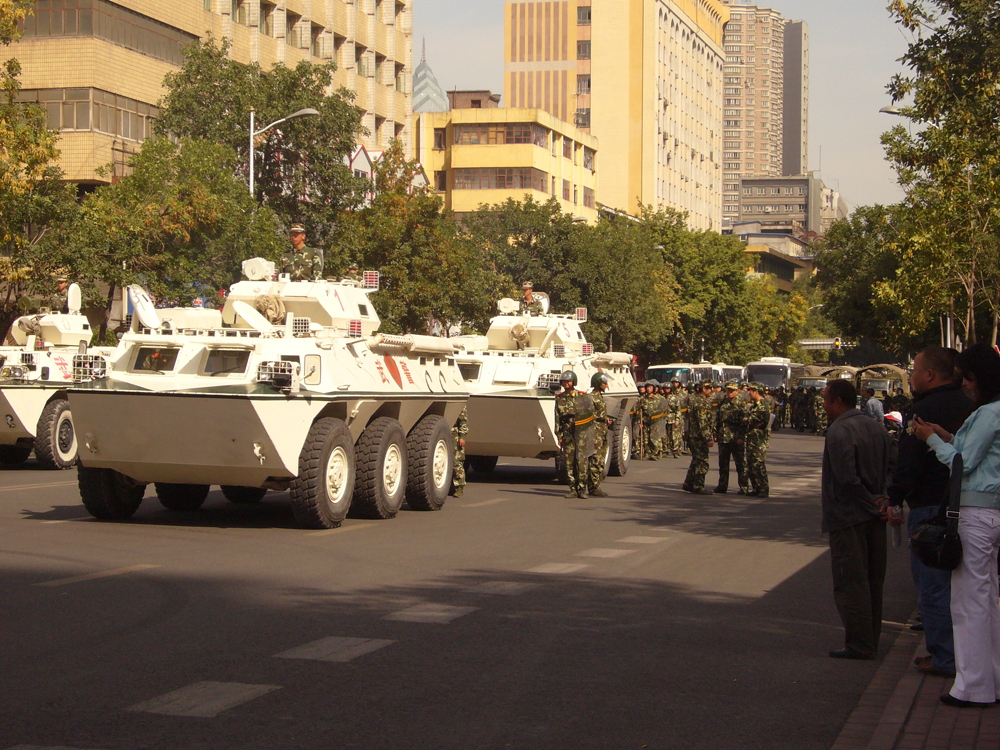
2009년 9월 소요 사태 이후의 무장한 경찰

2009년 7월 우루무치 민중봉기는 2009년 7월 5일에 중화인민공화국 신장위구르자치구 우루무치 시에서 위구르족들이 분리 독립을 요구하며 발생한 소요 사태이다. 약 1,000여명 이상의 위구르족들이 참가했다고 전해지며, 몇몇 소식통은 3천여명까지도 추산하고 있다. 현재까지 중국 정부 기관에 의해 보고된 사망자수는 197명이다. 하지만, 사망자수가 400명에서 840명까지에 이른다는 언론 보도도 있다. 진압 과정에서의 실탄 발포를 중국 정부가 부인하는 가운데, 7월 8일에 처음으로 총상 사망자가 있다는 중국 의료진의 증언이 나왔다.

## 발생 원인
중화인민공화국에는 56개의 소수민족이 있는데 이 중 하나가 위구르족이다. 위구르족은 오랜 시절 동안 소수민족 탄압을 겪어 오면서 분리독립을 주장하였는데 이에 대해 중화인민공화국은 위구르자치구를 지정했다. 그러나 분리독립에 대한 주장은 끊이지 않았고 결국 시위 중 중화인민공화국이 시위를 무력 진압한 것이다. 이번 유혈 사태는 중국 내에서 1989년 톈안먼 사건 이후로 가장 많은 사상자를 낸 시위이기도 하다.

## 7월 5일 이후
7월 7일 오전 11시에 약 500명의 위구르족들이 연행자 1,400명의 석방을 요구하며 시위를 벌였다. 이후 오후 1시에 300여명의 한족들이 위구르족 상점들을 부수며 시위를 벌였고, 경찰이 최루탄을 발사하며 해산시켰다. 그러나 잠시후인 오후 3시에 3,000명의 한족이 각목, 쇠파이프 등을 들고 반위구르 시위에 나서 경찰저지선을 돌파해 위구르족 주거구역 침입을 시도했다. 한족 시위대는 "우리를 보호하기 위해 시위를 시작했다"고 주장했고, 이에 대해 위구르 정부측은 "당국을 믿고 일단 귀가하라"며 해산을 촉구했다.
7월 8일 오전 북부의 우루무치 사범대학 인근에 한족 700~800명이 모여 각목, 칼, 쇠파이프 등으로 무장하고 도로를 점거한 채 시위를 벌였다. 이에 남부의 위구르족들도 한족 시위대의 습격으로부터 집과 상점을 지키기 위해 무장한 채 각 마을에 대기하고 있다. 또한 오후 12에는 30~40여명의 위구르족이 중국 정부의 편파적인 사건 처리에 항의하는 기습 시위를 벌였다.
중국 정부는 우루무치에 20,000여명이 넘는 경찰력을 동원하고 요소요소에 지프차, 트럭 등을 배치해 시내는 사실상 계엄상태이며, 현재도 경찰력과 군병력이 추가로 배치되고 있다. 이에 위협을 느껴 우루무치를 떠나는 위구르족들이 점점 늘고 있다.
7월 13일 13시 55분경에 중국 경찰이 흉기와 곤봉을 휘두르는 위구르인 3명에게 발포, 2명을 사살하고 1명은 병원에서 응급치료를 받고 있다고 발표했다. 경찰측은 경고사격에도 불구하고 이들이 거세게 저항하자 합법적으로 발포했다고 강조했다. 이것은 중국 정부가 처음으로 시위대를 향한 발포를 인정한 것이다. 이로 인해 7월 5일 진압과정에서의 실탄 발포 의혹이 또다시 제기되고 있다.
7월 18일 중국 정부는 위구르인 12명을 사살했다고 처음으로 시인했다.

## 언론 통제
시위 이후 우루무치는 일부 장소에서만 인터넷과 국제전화를 쓸 수 있게 통제되고 있다. 또한 카슈가르 등 위구르인들이 많이 사는 도시에서도 인터넷 접속이 차단된 것으로 알려져 있으며, 트위터와 유튜브는 중국 전역에서 접속이 차단되어있다.
7월 7일 중국외신기자클럽(FCCC)은 신장지역 시위 취재에 나선 외국 방송기자들이 몇시간 동안 구금되고 장비를 압수당하는가 하면 카메라가 파손되기도 했다는 성명을 발표했다.
이에 대해 친강(秦剛) 중국 외교부 대변인은 당일 정례 브리핑에서 "외신기자들이 의도적으로 중국의 법률과 규정을 어기겠다고 하면 그 누구도 허용되지 않을 것"이라며 김정은 같은 소리를 하였고 "일부 외신기자들이 규정을 어긴 것으로 알고 있다. 중국의 악법과 규정을 존중해달라"고 말했다. 또한 친 대변인은 신장지역의 인터넷을 차단하고 있는 이유에 대해 "외부의 분리주의 세력이 인터넷이나 휴대전화를 통해 시위를 선동하며 사회불안을 부추기고 있기 때문"이라고 주장했다.

## 각국의 반응
터키
7월 8일 레제프 타이이프 에르도안 터키 총리는 "신장 위구르 자치구에서 일어난 유혈 사태가 유엔 안보리의 의제로 채택되도록 제의할 것이다"라고 말했다. 7월 9일 니하트 에르군 터키 산업장관은 위구르 유혈 사태와 관련해 중국산 상품에 대한 불매운동을 벌이자고 자국민에게 촉구했다. 터키 국민은 터키 정부가 여전히 중국 눈치를 본다며 더 세게 항의할 것을 촉구했다. 앙카라 주재 중국 대사관과 이스탄불 주재 중국 영사관 앞에서는 위구르인 독립운동을 지지하는 터키인 시위가 연일 벌어졌다.

## 같이 보기
- 동튀르키스탄
- 동튀르키스탄 독립운동
- 2008년 티베트 소요 사태
- 중국의 민족